# Porodisculus
Porodisculus — рід базидіомікотових грибів родини Печіночницеві (Fistulinaceae). Включає два види.

## Опис
Плодове тіло округле на ніжці, 1-5 мм завширшки та 3-5 мм завдовжки, світло-коричневого забарвлення. З'являються в серпні-жовтні. Поодинокі, але
трапляються у великій кількості на відмерлих гілках листяних дерев.

## Види
- Porodisculus orientalis
- Porodisculus pendulus